# 니시구 (구마모토시)
니시구(일본어: 西区)는 일본 구마모토현 구마모토시의 행정구이다.

## 교통

### 철도
- 규슈 여객철도
  - 가고시마 본선
    - 소조다이가쿠마에역 - 가미쿠마모토역

  - 호히 본선
    - 구마모토역

- 구마모토 전기철도
  - 기쿠치선
    - 가미구마모토역 - 간간자카역 - 이케다역

### 도로
- 국도 501호선